# Pothin
Cet article concerne Pothin. Pour Pothin de Lyon, voir Pothin de Lyon.
Pothin (Ποθεινός) est un eunuque, ministre de Ptolémée XIII Dionysos, pharaon d'Égypte de la dynastie lagide. Il est surtout connu pour avoir influencé le jeune monarque contre sa sœur, Cléopâtre VII, ainsi que pour son implication dans l'assassinat puis la décapitation de Pompée.

## Biographie
En mars 51 av. J.-C., à la mort de Ptolémée XII Aulète (ou Néos Dionysos), pharaon de la dynastie lagide, Ptolémée XIII Dionysos et sa sœur Cléopâtre VII Théa Philopator sont mariés et deviennent les monarques associés du pays. Cléopâtre a environ dix-huit ans et son frère Ptolémée une dizaine d'années. L'eunuque Pothin est alors régent du jeune roi qui est également conseillé par le rhétoricien Théodote de Chios et le général Achillas.
Dans des conditions obscures, il semble que Pothin encourage la tension entre les deux monarques tout au long de l'année 49 av. J.-C. Finalement, Ptolémée XIII devient souverain unique en chassant Cléopâtre VII qui fuit en Syrie à l'automne 49 av. J.-C. Elle est alors remplacée par leur jeune demi-sœur Arsinoé IV dans la corégence de l'Égypte.
Dans le cadre de la guerre civile romaine alors en cours, Pompée, ennemi de Jules César, débarque sur la plage de Péluse après sa défaite à Pharsale (9 août 48). Les conseillers Pothin et Théodote de Chios, soucieux d'obtenir les bonnes grâces de César, convainquent Ptolémée XIII de la nécessité d'éliminer Pompée. C'est le général Achillas qui le fait exécuter par Lucius Septimius, ancien soldat romain, le 28 septembre 48. Quelques jours plus tard, Pothin fait présenter la tête et l'anneau de Pompée à Jules César qui vient de débarquer à Alexandrie (début octobre 48). César est profondément indigné par cet acte barbare ; il accorde des obsèques à la dépouille de son ennemi. Pothin avait négligé l'amnistie accordée par César à ses adversaires.
Tandis que Jules César reste en Égypte pour tenter de rendre sa place à Cléopâtre VII, sa maîtresse, Ptolémée XIII, sous l'influence de son conseiller, prend les armes. Pothin donne le commandement en chef de l'armée égyptienne au général Achillas. Ses plans ayant été révélés, Pothin est assassiné, probablement poignardé, sur les demandes de César. Dans le même temps, Achillas marche sur Alexandrie avec près de 20 000 fantassins et 2 000 cavaliers. Après un siège d'une dizaine de mois, les Romains sont finalement vainqueurs au début de l'année 47 av. J.-C.